# Toi Toi Cup 2016-2017
Navigation
2015-2016 2017-2018
La Toi Toi Cup 2016-2017 a lieu du 28 septembre 2016 à Tábor au 11 décembre 2016 à Uničov. Elle comprend sept manches qui font toutes partie du calendrier de la saison de cyclo-cross masculine 2016-2017.

## Barème
Les 30 premiers de chaque course marquent des points pour le classement général suivant le tableau suivant :
| Position           | 1er | 2e | 3e | 4e | 5e | 6e | 7e | 8e | 9e | 10e | 11e | 12e | 13e | 14e | 15e | 16e | 17e | 18e | 19e | 20e | 21e | 22e | 23e | 24e | 25e | 26e | 27e | 28e | 29e | 30e |
| Classement général | 30  | 29 | 28 | 27 | 26 | 25 | 24 | 23 | 22 | 21  | 20  | 19  | 18  | 17  | 16  | 15  | 14  | 13  | 12  | 11  | 10  | 9   | 8   | 7   | 6   | 5   | 4   | 3   | 2   | 1   |

## Calendrier
| # | Date         | Course                       |
| - | ------------ | ---------------------------- |
| 1 | 28 septembre | Tábor (Cyclo-cross de Tábor) |
| 2 | 8 octobre    | Mlada Boleslav               |
| 3 | 5 novembre   | Holé Vrchy                   |
| 4 | 12 novembre  | Kolín                        |
| 5 | 17 novembre  | Slaný                        |
| 6 | 3 décembre   | Jabkenice                    |
| 7 | 10 décembre  | Uničov                       |

## Hommes élites

### Résultats
| # | Date         | Lieu           | Vainqueur          | Deuxième       | Troisième      | Leader du classement général |
| - | ------------ | -------------- | ------------------ | -------------- | -------------- | ---------------------------- |
| 1 | 28 septembre | Tábor          | Michael Boroš      | Tomáš Paprstka | Jens Adams     | Michael Boroš                |
| 2 | 8 octobre    | Mlada Boleslav | Tomáš Paprstka     | Martin Haring  | Jan Nesvadba   | Tomáš Paprstka               |
| 3 | 5 novembre   | Holé Vrchy     | Tomáš Paprstka     | Jan Nesvadba   | Marek Konwa    | Tomáš Paprstka               |
| 4 | 12 novembre  | Kolín          | Jan Nesvadba       | Marek Konwa    | Tomáš Paprstka | Tomáš Paprstka               |
| 5 | 17 novembre  | Slaný          | David van der Poel | Daan Soete     | Wietse Bosmans | Tomáš Paprstka               |
| 6 | 3 décembre   | Jabkenice      | Radomír Šimůnek    | Jan Nesvadba   | Marek Konwa    | Tomáš Paprstka               |
| 7 | 10 décembre  | Uničov         | Marcel Meisen      | Diether Sweeck | Tomáš Paprstka | Tomáš Paprstka               |

### Classement général
| Pos | Coureur         | Points |
| --- | --------------- | ------ |
| 1   | Tomáš Paprstka  | 196    |
| 2   | Jan Nesvadba    | 187    |
| 3   | Michal Malík    | 143    |
| 4   | Martin Haring   | 124    |
| 5   | Lubomír Petruš  | 124    |
| 6   | Ondrej Glajza   | 111    |
| 7   | Štěpán Schubert | 110    |
| 8   | Matěj Lasák     | 106    |
| 9   | Marek Konwa     | 105    |
| 10  | Radomír Šimůnek | 96     |

## Femmes élites

### Résultats
| # | Date         | Lieu           | Vainqueur       | Deuxième            | Troisième            | Leader du classement général |
| - | ------------ | -------------- | --------------- | ------------------- | -------------------- | ---------------------------- |
| 1 | 28 septembre | Tábor          | Karla Štěpánová | Pavla Havlíková     | Geerte Hoeke         | Karla Štěpánová              |
| 2 | 8 octobre    | Mlada Boleslav | Pavla Havlíková | Jana Czeczinkarová  | Nadja Heigl          | Pavla Havlíková              |
| 3 | 5 novembre   | Holé Vrchy     | Karla Štěpánová | Martina Mikulášková | Janka Keseg Števková | Karla Štěpánová              |
| 4 | 12 novembre  | Kolín          | Pavla Havlíková | Nikola Nosková      | Martina Mikulášková  | Martina Mikulášková          |
| 5 | 17 novembre  | Slaný          | Pavla Havlíková | Nikola Nosková      | Martina Mikulášková  | Martina Mikulášková          |
| 6 | 3 décembre   | Jabkenice      | Vendula Kuntová | Nikola Nosková      | Martina Mikulášková  | Martina Mikulášková          |
| 7 | 10 décembre  | Uničov         | Kateřina Nash   | Martina Kukulova    | Kateřina Mudříková   | Martina Mikulášková          |

### Classement général
| Pos | Coureur              | Points |
| --- | -------------------- | ------ |
| 1   | Martina Mikulášková  | 190    |
| 2   | Vendula Kuntová      | 175    |
| 3   | Denisa Švecová       | 160    |
| 4   | Janka Keseg Števková | 151    |
| 5   | Kateřina Mudříková   | 135    |
| 6   | Martina Kukulova     | 121    |
| 7   | Tereza Švihálková    | 121    |
| 8   | Elena Vaníčková      | 119    |
| 9   | Pavla Havlíková      | 119    |
| 10  | Tereza Vaníčková     | 110    |